# Вінтертон
Вінтертон (англ. Winterton) — містечко в Канаді, у провінції Ньюфаундленд і Лабрадор.

## Населення
За даними перепису 2016 року, містечко нараховувало 450 осіб, показавши скорочення на 7,0%, порівняно з 2011-м роком. Середня густина населення становила 42,7 осіб/км².
З офіційних мов обидвома одночасно володіли 10 жителів, тільки англійською — 425. Усього 5 осіб вважали рідною мовою не одну з офіційних.
Працездатне населення становило 50,5% усього населення, рівень безробіття — 14,6% (15,4% серед чоловіків та 18,2% серед жінок). 93,8% осіб були найманими працівниками, а 6,3% — самозайнятими.
Середній дохід на особу становив $34 992 (медіана $23 189), при цьому для чоловіків — $45 470, а для жінок $23 467 (медіани — $27 840 та $19 904 відповідно).
28,7% мешканців мали закінчену шкільну освіту, не мали закінченої шкільної освіти — 31,9%, 40,4% мали післяшкільну освіту, з яких 23,7% мали диплом бакалавра, або вищий.
| Статево-вікова структура населення | Статево-вікова структура населення | Статево-вікова структура населення | Статево-вікова структура населення | Статево-вікова структура населення |
| ---------------------------------- | ---------------------------------- | ---------------------------------- | ---------------------------------- | ---------------------------------- |
|                                    |                                    |                                    |                                    |                                    |
| Всього                             | Всього                             | 51,1%48,9%                         |                                    |                                    |
| 0 — 14 років                       | 0 — 14 років                       |                                    | 6,7%                               | 6,7%                               |
| 15 — 64 років                      | 15 — 64 років                      |                                    | 55,1%                              | 55,1%                              |
| 65 і більше                        | 65 і більше                        |                                    | 38,2%                              | 38,2%                              |
| 85 і більше                        | 85 і більше                        |                                    | 3,4%                               | 3,4%                               |
| Середній вік (років)               | Середній вік (років)               | 52,955,8                           | 54,4                               | 54,4                               |
| Медіана (років)                    | Медіана (років)                    | 55,760,7                           | 58,2                               | 58,2                               |
| — чоловіки — жінки                 |                                    |                                    |                                    |                                    |

| Походження мешканців:     | Походження мешканців:     | Походження мешканців: | Походження мешканців: | Походження мешканців: |
| ------------------------- | ------------------------- | --------------------- | --------------------- | --------------------- |
| Походження                |                           |                       | осіб                  | %                     |
| Корінні американці        | Корінні американці        |                       | 0                     | 0%                    |
| Інше північноамериканське | Інше північноамериканське |                       | 320                   | 59.81%                |
| Європейське               | Європейське               |                       | 230                   | 42.99%                |
| британське                | британське                |                       | 220                   | 41.12%                |
| французьке                | французьке                |                       | 20                    | 3.74%                 |

| Зайнятість населення за галузями (за класифікацією NOC): | Зайнятість населення за галузями (за класифікацією NOC): | Зайнятість населення за галузями (за класифікацією NOC): | Зайнятість населення за галузями (за класифікацією NOC): | Зайнятість населення за галузями (за класифікацією NOC): |
| -------------------------------------------------------- | -------------------------------------------------------- | -------------------------------------------------------- | -------------------------------------------------------- | -------------------------------------------------------- |
|                                                          |                                                          |                                                          |                                                          |                                                          |
| Управління                                               | Управління                                               |                                                          | 10,4%                                                    | 10,4%                                                    |
| Бізнес, фінанси та адміністрування                       | Бізнес, фінанси та адміністрування                       |                                                          | 10,4%                                                    | 10,4%                                                    |
| Природничі та прикладні науки                            | Природничі та прикладні науки                            |                                                          | 4,2%                                                     | 4,2%                                                     |
| Охорона здоров'я                                         | Охорона здоров'я                                         |                                                          | 6,3%                                                     | 6,3%                                                     |
| Освіта, правозахист, муніципальні та урядові служби      | Освіта, правозахист, муніципальні та урядові служби      |                                                          | 8,3%                                                     | 8,3%                                                     |
| Роздрібна торгівля та послуги                            | Роздрібна торгівля та послуги                            |                                                          | 8,3%                                                     | 8,3%                                                     |
| Гуртова торгівля, транспорт та обладнання                | Гуртова торгівля, транспорт та обладнання                |                                                          | 16,7%                                                    | 16,7%                                                    |
| Природні ресурси, сільське господарство                  | Природні ресурси, сільське господарство                  |                                                          | 4,2%                                                     | 4,2%                                                     |
| Виробництво                                              | Виробництво                                              |                                                          | 29,2%                                                    | 29,2%                                                    |

## Клімат
Середня річна температура становить 4,8°C, середня максимальна – 18,6°C, а середня мінімальна – -10°C. Середня річна кількість опадів – 1 365 мм.
| Клімат поселення                              | Клімат поселення | Клімат поселення | Клімат поселення | Клімат поселення | Клімат поселення | Клімат поселення | Клімат поселення | Клімат поселення | Клімат поселення | Клімат поселення | Клімат поселення | Клімат поселення | Клімат поселення |
| Показник                                      | Січ.             | Лют.             | Бер.             | Квіт.            | Трав.            | Черв.            | Лип.             | Серп.            | Вер.             | Жовт.            | Лист.            | Груд.            |                  |
| Середній максимум, °C                         | 0,42             | −0,34            | 2,52             | 6,65             | 10,80            | 15,08            | 18,38            | 18,62            | 14,98            | 10,32            | 6,08             | 1,42             |                  |
| Середня температура, °C                       | −4,44            | −5,19            | −2,33            | 1,79             | 5,94             | 10,21            | 15,34            | 15,59            | 11,94            | 7,28             | 3,06             | −1,6             |                  |
| Середній мінімум, °C                          | −9,29            | −10,03           | −7,18            | −3,06            | 1,09             | 5,36             | 12,31            | 12,56            | 8,90             | 4,26             | 0,03             | −4,64            |                  |
| Норма опадів, мм                              | 122              | 113              | 102              | 102              | 95               | 99               | 95               | 92               | 131              | 148              | 135              | 131              |                  |
| Середньомісячна швидкість вітру, м/с          | 7.34             | 6.93             | 6.60             | 6.10             | 5.45             | 5.12             | 4.94             | 4.98             | 5.51             | 6.16             | 6.63             | 7.22             |                  |
| Середньомісячна сонячна радіація, кДж/м²·день | 3870             | 6731             | 10610            | 14014            | 17167            | 19112            | 19022            | 15976            | 11948            | 7086             | 4033             | 3001             |                  |
| --------------------------------------------- | ---------------- | ---------------- | ---------------- | ---------------- | ---------------- | ---------------- | ---------------- | ---------------- | ---------------- | ---------------- | ---------------- | ---------------- | ---------------- |
| Джерело:                                      |                  |                  |                  |                  |                  |                  |                  |                  |                  |                  |                  |                  |                  |